# Hôtel d'Ursel

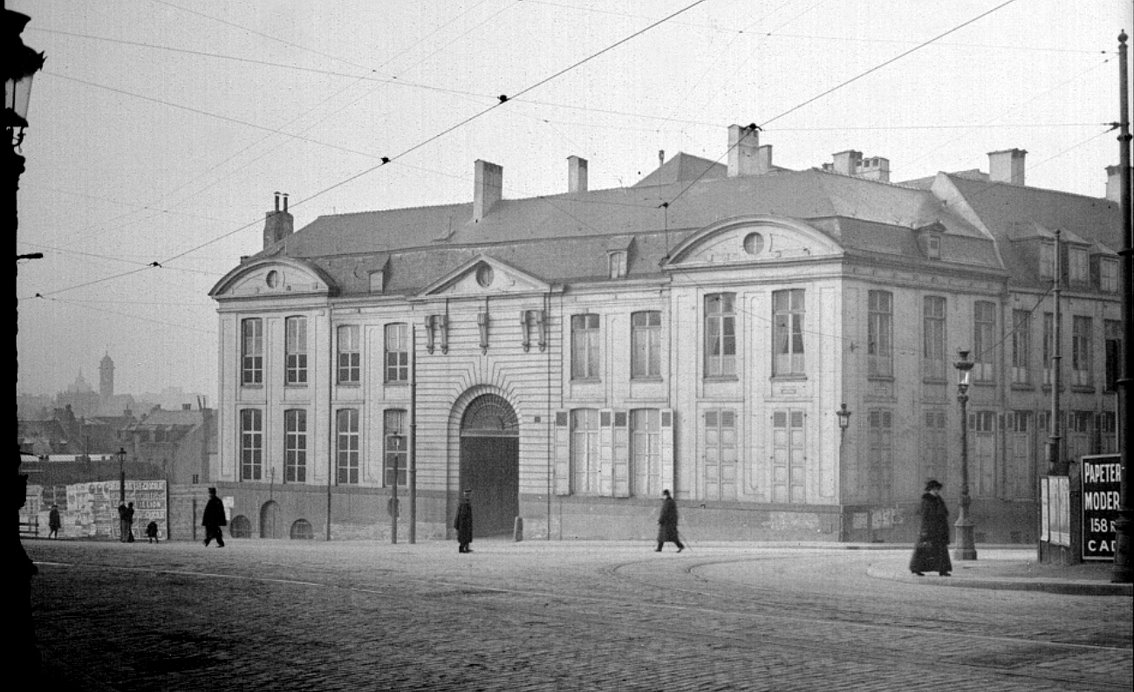
Voorgevel van Carpentier aan de Houtmarkt

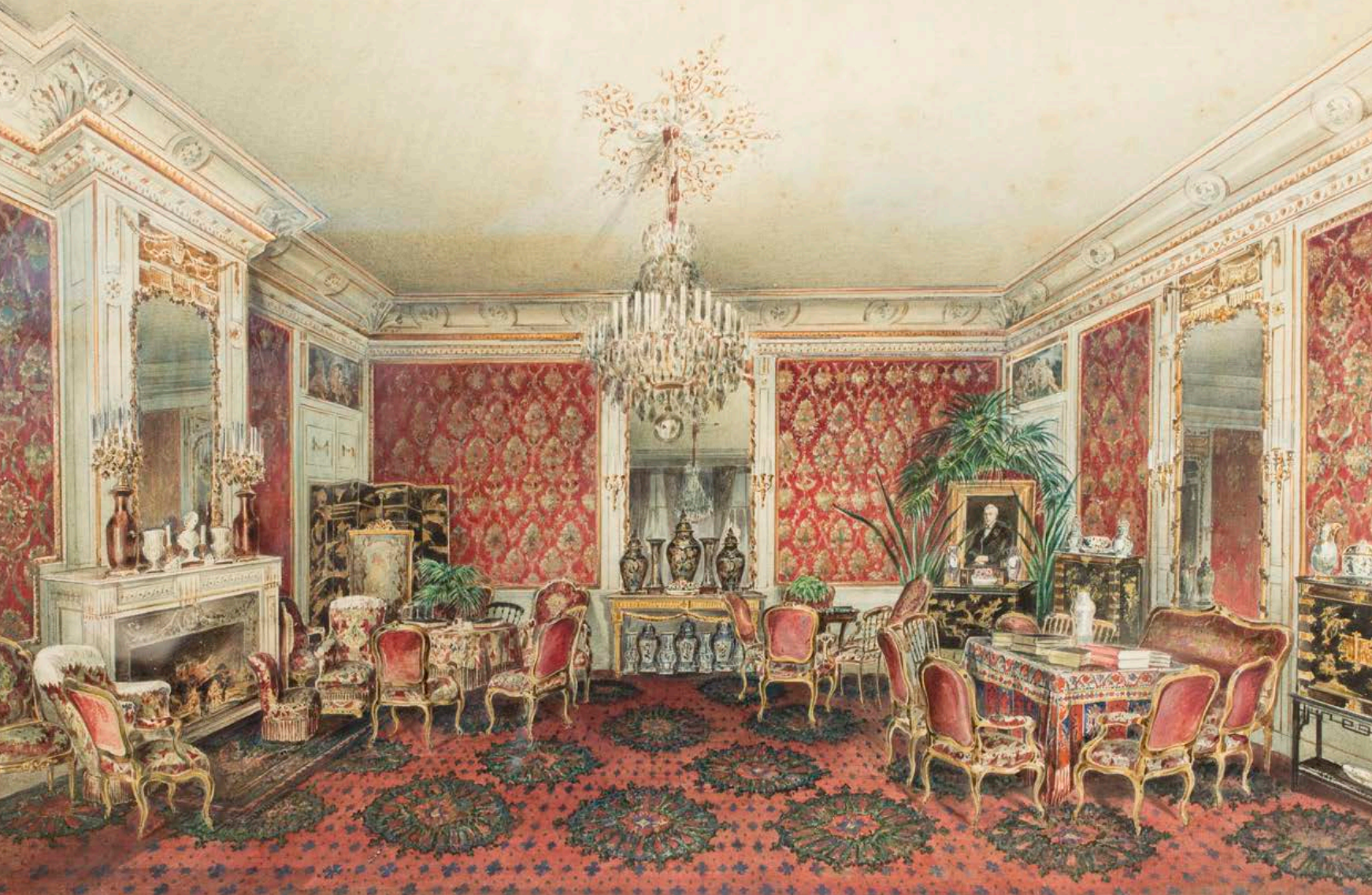
Het grote salon van Dewez op een aquarel van Friedrich Zeller (1879)

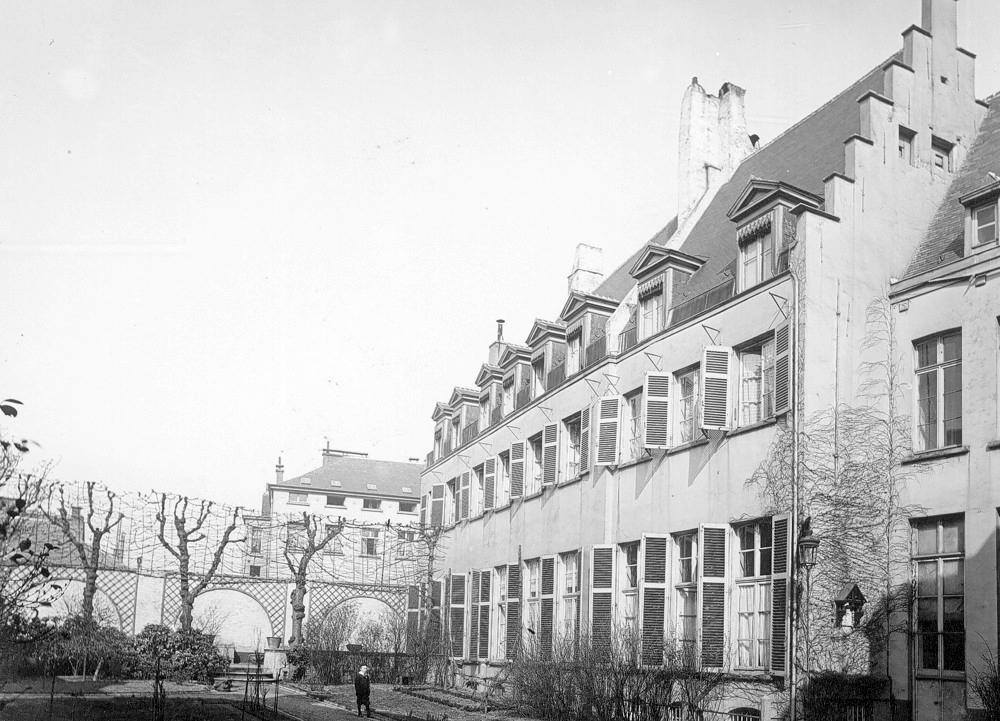
Tuinzijde van het Hôtel d'Ursel

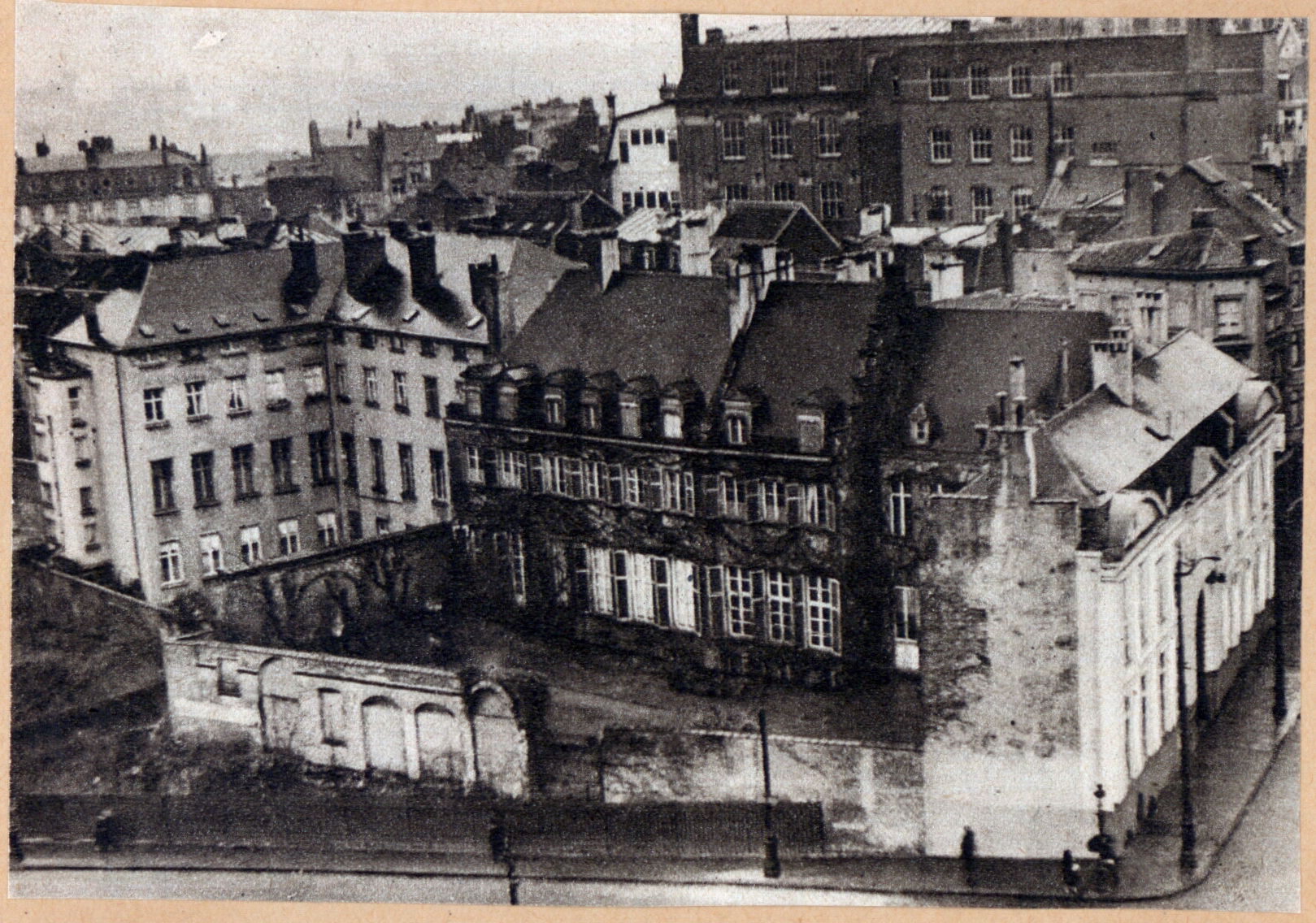
Luchtbeeld van het complex, kort na 1910

Het Hôtel d'Ursel is de voormalige hoofdwoonst van de adellijke familie d'Ursel in Brussel. Tot de afbraak in 1960 lag het aan de Houtmarkt, in het huizenblok gevormd door de Loksumstraat en de Herderinnestraat.

## Geschiedenis
Toen de Antwerpse bankiersfamilie Schetz in de 16e eeuw prestigieuze ambten kwam te bekleden voor de centrale regering van de Spaanse Nederlanden, verlegde ze haar voornaamste residentie naar de hoofdstad. Conrad Schetz, die in 1617 de naam d'Ursel zou aannemen, huurde rond 1590 het samengestelde Hôtel de Sart op de Houtmarkt en kocht het in 1595. In deze wijk bevonden zich nog hoogadellijke verblijven. Paus Urbanus VIII verleende in 1631 toelating aan de familie om privémissen te vieren in de huiskapel.
Het Hôtel d'Ursel bleef gespaard van het Franse bombardement van 1695 op de laagstad. Gedurende drie jaar werd het gehuurd door het stadsbestuur, terwijl het stadhuis van Brussel hersteld werd. Daarna huurde de prins van Chimay het zeker nog tot 1705. Conrard-Albert d'Ursel, in 1716 de eerste hertog van het geslacht, was degene die er weer zijn intrek nam. Hij verwierf aanpalende panden en liet zijn architect Pierre Carpentier een nieuwe classicistische façade ontwerpen. Deze 30 meter brede gevel werd gerealiseerd in 1729-1730. Tijdens de Franse bezetting van 1745 stelde hertog Philippe-Albert d'Ursel zijn residentie open voor de hertog en hertogin van Chartres. Zijn zoon Charles d'Ursel liet in 1754 grote stallingen bouwen. Transformaties door architect Laurent-Benoît Dewez gaven het stadspaleis in 1769-1773 zijn definitieve uitzicht. Hij creëerde Franse interieurs in Régencestijl.
Op 6 april 1834 werd het gebouw het slachtoffer van de anti-orangistische plunderingen. Hertog Charles-Joseph d'Ursel vond dat hij onvoldoende bescherming had gekregen van de stad Brussel en won de rechtszaak die hij daarover aanspande.
Na de dood van Charles-Joseph d'Ursel in 1860 drong zich voor het eerst in de familiegeschiedenis een verdeling op. Voor graaf Auguste d'Ursel werd een klein hôtel opgetrokken op nr. 26, terwijl zijn broer Léon d'Ursel zijn intrek nam in het grote hôtel op nr. 28. Dit moest langs nieuwe rooilijnen, want er waren plannen om het middeleeuwse stratenpatroon om te vormen tot grote boulevards.

## Afbraak
Begin 20e eeuw moest de Putterijwijk tegen de vlakte voor de Noord-Zuidverbinding. Na de sloop van 1910 bleef het Hôtel d'Ursel als enige gebouw staan, zij het zonder de uitbreiding en de stallingen. Het kwam geïsoleerd te liggen in een kantoorwijk waarvan de grondwaarde in stijgende lijn ging. Naarmate de rijkdom van de familie verdeeld raakte door erfenissen, werd een verkoop aanlokkelijker. De beslissing werd bezegeld door de dood van hertog Robert d'Ursel in 1955. Het hôtel werd nog vijf jaar verhuurd door L'Amphytrion als banket- en receptielocatie, tot op 20 oktober 1960 de sloopkogel zich in beweging zette. Buurman Marcel Lebouille nam daarvan honderden foto's.
Op de plaats van het Hôtel d'Ursel opende in 1963 een 23 verdiepingen hoog hotel van de Westburyketen, met 252 kamers en een panoramisch restaurant. De architecten waren Robert Goffaux en Charles Heywang. Het faillissement volgde dertien jaar later, waarna de Nationale Loterij het gebouw in 1978 overnam en er de naam Lottotoren aan gaf. Die werd afgebroken in 2003 en maakte plaats voor het Central Plaza, een in 2006 geopende glazen kantoorellips. Door toedoen van burgemeester François-Xavier de Donnéa was dit gebouw 30 meter lager dan zijn 80 meter hoge voorganger.

## Tentoonstelling
In 2018 is in het Kasteel d'Ursel van Hingene een tentoonstelling over het Hôtel d'Ursel gehouden, waarvoor onder meer 3D-schaalmodellen zijn gemaakt. 